# Jonathan Mestel
Jonathan Mestel, né le 13 mars 1957 à Cambridge (Angleterre), est un joueur d'échecs et mathématicien anglais.

## Biographie et carrière
Mestel est professeur de mathématiques appliquées à l'Imperial College London.
Aux échecs, il remporta le titre mondial des moins de seize ans en 1974.
Il est devenu champion de Grande-Bretagne à trois reprises : en 1976, 1983 et 1988.
Il obtient le titre de grand maître international en 1982, et dispose également du titre en résolution de problèmes.
Il devient champion du monde de résolution de problèmes en 1997.

## Une partie d'exemple
Paul van der Sterren-Jonathan Mestel, Championnat du monde d'échecs junior, Tjentište, 1975
Ouverture : Contre-gambit Philidor, une ouverture qui, selon Raymond Keene, « doit maintenant être classée comme, au mieux, risquée ».
1. e4 e5 2. Cf3 d6 3. d4 f5!? 4. dxe5 fxe4 5. Cg5 d5 6. c4!? Un coup nouveau 6...Fb4+ 7. Cc3 d4 8. a3 Fxc3+ 9. bxc3 e3 10. f4 c5 11. Fd3 Ce7 12. 0-0 Cbc6 13. Ce4? (13. e6) 13...0-0 14. Cxc5 Cf5 15. Cb3? (15. Fxf5 ou 15. Fe4) 15...dxc3 16. Fxf5 Dxd1 17. Txd1 Fxf5 18. Fxe3 Fc2 19. Cc5 Fxd1 20. Txd1 Ca5! 21. Td3 Cxc4 22. Fc1 Tac8 23. Cxb7 c2 24. e6 Tb8 25. Td7 Cb6 26. Tc7 Tfc8? Coup joué en crise de temps (26...Cd5!) 27. Tf7 Ca4 28. Rf1 Cc5 29. Cxc5 Txc5 30. Re2 Te8 31. Txa7? Txe6+ 32. Rd2 Td6+ 33. Re2 Td1 et les Blancs perdirent « au temps » (0-1).